# Platycheirus pullatus
Platycheirus pullatus är en tvåvingeart som beskrevs av John Richard Vockeroth 1990. Platycheirus pullatus ingår i släktet fotblomflugor, och familjen blomflugor. Inga underarter finns listade i Catalogue of Life.